# Димитрије I Кантакузин
Димитрије I Кантакузин (грч. Δημήτριος Καντακουζηνός) је био краткотрајни морејски деспот (1383).

## Биографија
Био је син цара савладара и морејског деспота Матије Кантакузина и царице Ирине Палеолог. Након смрти његовог стрица деспота Манојла и доласка на власт његовог оца 1380. године, цар Јован V је за новог деспота поставио 1381. године свог сина Теодора I. Деспот Матија је покушао да спречи његов долазак на власт, у чему није успео, након чега је власт предао свом сину деспоту Димитрију I да изврши мирну примопредају власти из руку Кантакузина у руке Палеолога. Овиме је сукоб две породице око власти у Византији коначно окончан, након четвородеценијских сукоба. Димитријев син Тома је био главни градитељ Смедеревске тврђаве и дипломата српског деспота Ђурђа Бранковића, чија супруга је била његова унука деспина Ирина. Димитријев унук Манојло, се 1453. године, након отоманског заузећа Цариграда и смрти последњег византијског цара Константина Драгаша, ставио на чело неуспешне побуне у Мореји, против власти последњих Палеолога деспота Томе и деспота Димитрија II.

## Порекло и породица
Димитрије је био син цара савладара и морејског деспота Матије Кантакузина и царице Ирине Палеолог. Његови деда и баба, са очеве стране, били су цар Јован VI и царица Ирина Асен, док је са мајчине стране његов деда био деспот Димитрије Палеолог, син цара Андроника II (1282—1328) и царице Ирине Монфератске.
Његова деца, између осталих, били су:
- Теодор Кантакузин, отац деспине Ирине Кантакузин (удате за деспота Ђурђа Бранковића) и царице Теодоре (удате за цара Алексија IV Великог Комнина
- Ђорђе Палеолог Кантакузин Сахатаји, војсковођа и учењак, заповедник одбране Смедерева 1456. године.
- Андроник Палеолог Кантакузин, последњи велики доместик Византије, погубљен након пада Цариграда 1453. године.
- Тома Кантакузин, дипломата деспота Ђурђа и главни градитељ Смедеревског Града, под чијим утицајем је тврђава подигнута по узору на Цариградско утврђење
- Јелена Кантакузин, супруга последњег трапезунтског цара Давида Великог Комнина
- ћерка непознатог имена, која се удала за Ђорђа VIII, краља Грузије.

## Породично стабло
|  |                              |  |  |  |  |  |  |  |  |  |  |  |  |  |  |  |
|  | 2. Матија Кантакузин         |  |  |  |  |  |  |  |  |  |  |  |  |  |  |  |
|  |                              |  |  |  |  |  |  |  |  |  |  |  |  |  |  |  |
|  |                              |  |  |  |  |  |  |  |  |  |  |  |  |  |  |  |
|  | 1. Димитрије I Кантакузин    |  |  |  |  |  |  |  |  |  |  |  |  |  |  |  |
|  |                              |  |  |  |  |  |  |  |  |  |  |  |  |  |  |  |
|  |                              |  |  |  |  |  |  |  |  |  |  |  |  |  |  |  |
|  | 3. Ирина Палеолог Кантакузин |  |  |  |  |  |  |  |  |  |  |  |  |  |  |  |
|  |                              |  |  |  |  |  |  |  |  |  |  |  |  |  |  |  |
|  |                              |  |  |  |  |  |  |  |  |  |  |  |  |  |  |  |